# Louis Billot
Louis Billot (12 de janeiro de 1846 em Sierck-les-Bains, Moselle, França - 18 de dezembro de 1931 em Arícia, Lácio, Itália) foi um padre e teólogo jesuíta francês, suas obras e sua influência nas primeiras décadas do século XX na Igreja Católica foram monumentais, sendo co-escritor da "Pascendi" do Papa Pio X, que definiu suas políticas eclesiásticas, e autor de obras que se tornaram clássicas e foram usadas para formação dos sacerdotes em todo mundo, sendo por isso apelidado de "príncipe dos teólogos".
Billot foi elevado ao cardinalato em 1911, e renunciou em 1927, sendo o único cardeal do século que abdicou, razão que o tornou especialmente famoso posteriormente.

## Biografia
Louis Billot nasceu em Sierck-les-Bains e estudou nas seminários em Metz, Bordeaux, e Blois. Ordenado um padre em 22 de maio de 1869, ele entrou para a Companhia de Jesus, seis meses depois, em 25 de novembro, em Angers. Billot realizou inicialmente trabalho pastoral em Paris no período de 1875-1878, em seguida, em Laval até 1879.
Lecionou na Universidade Católica de Angers em 1879-1882, e fez sua profissão perpétua como jesuíta em 2 de fevereiro de 1883, enquanto ensinava na Escolasticado jesuíta em Jersey. Em 1885, por ordens explícitas do Papa Leão XIII, Billot tornou-se professor de teologia dogmática na Pontifícia Universidade Gregoriana, em Roma. Além disso seu posto acadêmico, foi nomeado como consultor para o Santo Ofício em 19 de junho de 1909.
Billot foi na sua época o maior proponente da escolástica tomista, e se tornou uma figura de liderança na metafísica e teologia especulativa. Sua forte influência na teologia católica foi criado por seus inúmeros trabalhos publicados e seus muitos alunos, do qual se destcam De Verbo Incarnato, De gratia Christi ou De Ecclesia Christi, livros que se tornaram clássicos e foram usados para formação dos sacerdotes em todo mundo. Alguns discípulos da sua escola foram importantes teólogos do século XX, como Pietro Parente, Carlo Figini ou o Jules Lebreton, e "seus estudos sobre a disciplina dos sacramentos foram um ponto de referência para grandes teólogos do pós-Concílio como Karl Rahner e Edward Schillebeeckx". Billot foi também fundamental na elaboração da encíclica de 1907 Pascendi Dominici Gregis do Papa Pio X, que definiu grandemente suas políticas eclesiásticas contra o modernismo, e era um amigo próximo de Fr. Henri Le Floch, reitor do Seminário francês de Roma.
Pio X tornou Billot cardeal-diácono de Santa Maria in Via Lata no consistório de 27 de novembro de 1911, e Billot foi um dos cardeais eleitores no conclave de 1914, e mais tarde participou do conclave de 1922. Ele também foi um dos três cardeais-Presidentes da Universidade Pontifícia "S. Tommaso" em Roma, junto com Benedetto Lorenzelli e Michele Lega. Ele foi nomeado membro da Pontifícia Comissão Bíblica em 6 de fevereiro de 1923.
O apoio da Billot para o movimento profundamente conservador Action Française, eventualmente criou uma tensão entre ele e a Santa Sé. O Papa Pio XI desejava uma aproximação com a ala republicana da França, razão pela qual colocou o jornal do movimento no Index Librorum Prohibitorum, o que significava que ele foi proibido para todas as casas católicas. Billot expressou forte desacordo com a decisão, dizendo que as atividades políticas dos católicos monarquistas não deviam ser censuradas por Roma. Posteriormente Pio XI condenou totalmente o movimento e proibiu a participação de católicos nele, e Billot ainda continuou a apoiá-los.
Depois de um encontro com o Papa Pio XI, Billot apresentou sua renúncia ao cardinalato em 13 de setembro de 1927, e o Papa aceitou oito dias depois, em 21 de setembro. A renúncia de Billot se tornou pública para seus ex-colegas no Colégio dos Cardeais no Consistório do dia seguinte, 19 de dezembro. Ele foi o único cardeal a renunciar durante o século XX.
Billot morreu como um simples sacerdote jesuíta no Noviciado de Galloro, perto de Ariccia, com a idade de 85 anos, vivendo seus últimos anos em uma rígida pobreza religiosa. Ele está enterrado no capela jesuíta do cemitério de Campo di Verano.